# Stazione di Pombia
La stazione di Pombia era una fermata ferroviaria posta sulla linea Novara-Pino. Serviva il centro abitato di Pombia.

## Storia
La stazione fu aperta nel 1882 e disponeva di tre binari passanti più lo scalo merci.
Successivamente, nel 1997 fu declassata a fermata.
Il 14 dicembre 2014 la fermata viene soppressa.

## Strutture e impianti
È presente un fabbricato viaggiatori a due piani, i cui ingressi sono stati murati per evitare azioni vandaliche.
La stazione, prima della trasformazione in fermata, disponeva di 3 binari e di alcuni tronchini per il carico/scarico merci. L'impianto era del tipo con scambi a chiave e un apparato ADM. In seguito, fu trasformato in fermata già durante il corso degli anni '90.

## Movimento
Fino al 15 dicembre 2013 la stazione era servita da due coppie di treni sul percorso Laveno-Novara e da una coppia di treni sul percorso Sesto Calende-Novara.
Da gennaio 2014 la stazione è chiusa al servizio viaggiatori,
La linea ferroviaria rimane in esercizio per il traffico merci.